# Beata Bartelik
Beata Bartelik, właśc. Beata Bartelik-Jakubowska – polska piosenkarka pop, znana z utworu „Sen na pogodne dni”.

## Kariera
W połowie lat 80. wystąpiła w konkursie dla młodych talentów. W jury konkursu zasiadał Waldemar Chyliński, który wraz z Kazimierzem Lewandowskim napisał dla niej kilka piosenek m.in. „Sen na pogodne dni”, z którym wystąpiła w konkursie Od Opola do Opola. Udało się jej zakwalifikować do finału, który odbywał się w Amfiteatrze w Opolu, finał odbywał się w ramach XXIV Krajowego Festiwalu Piosenki Polskiej w Opolu w 1987 roku. W 1987 nagrała piosenkę autorstwa Krzysztofa Jarkowskiego i słowami Waldemara Chylińskiego Ameryka. W 1987 nakładem wytwórni Tonpress wydała singiel z utworami Sen na pogodne dni, oraz Z Aniołem Stróżem. Pod koniec lat 80. zaprzestała kariery estradowej. Później pracowała jako pedagog specjalny.
W latach 90. współtworzyła zespół folkowy Krewni i Znajomi Królika, w którym śpiewała oraz grała na flażoletach. Z grupą tą dokonała kilku nagrań. Związana jest ze sceną szantową i pojawiła się w nagraniach takich wykonawców jak Zejman & Garkumpel oraz Mechanicy Shanty. Jest także członkinią żeńskiego zespołu VibrasoniQ oraz szantowych formacji Smugglers i Szela.
W 2007 roku jej piosenka „Sen na pogodne dni” trafiła na składankę Klub80.pl, zawierającą polskie przeboje lat osiemdziesiątych. W roku 2014, piosenka „Sen na pogodne dni” trafiła na 1. miejsce listy Przebojów Przyjaciół Radiowej Jedynki.
W 2019 wydała utwór „Wina wina”, który zapowiada jej pierwszą autorską płytę Sny na pogodne dni, płyta ukazała się w tym samym roku i zawierała nową wersję przeboju Sen na pogodne dni, oraz nowe utwory. Album zawierał głównie piosenki autorstwa Beaty Bartelik